# The Call of the North (film 1914)
The Call of the North è un film muto del 1914 diretto da Oscar Apfel e Cecil B. DeMille. Fu l'esordio sullo schermo di Theodore Roberts, un noto attore teatrale.
Nel 1921, la storia verrà riproposta per lo schermo in The Call of the North, film diretto da Joseph Henabery.

## Trama
Graehme Stewart è accusato di adulterio e ucciso sebbene fosse innocente. Suo figlio Ned decide di vendicare suo padre, ma viene catturato e mandato a fare il lungo viaggio verso la morte "la longue traverse". Virginia gli salva la vita ed alla fine il cattivo del film confessa che Ned è innocente.

## Produzione
Il film fu prodotto dalla Jesse L. Lasky Feature Play Company.

## Distribuzione
Distribuito dalla Famous Players-Lasky Corporation, il film uscì nelle sale cinematografiche statunitensi il 10 agosto 1914.
Copia della pellicola viene conservata negli archivi dell'International Museum of Photography and Film at George Eastman House.